# Rhopalonema funerarium
Rhopalonema funerarium är en nässeldjursart som beskrevs av Ernst Vanhöffen 1902. Rhopalonema funerarium ingår i släktet Rhopalonema och familjen Rhopalonematidae. Inga underarter finns listade i Catalogue of Life.